# 坂田めぐみ
坂田 めぐみ（さかた めぐみ、本名：同じ、1982年〈昭和57年〉3月18日 - ）は、日本のシンガーソングライター、作詞家、作曲家、歌手、女優、タレント。東京都出身。「坂田めぐ美」「さかたオノ子」名義でも活動。童謡歌手としても活躍している。父親は「おかあさんといっしょ」の7代目うたのおにいさんで、シンガーソングライターの坂田おさむ。

## 来歴
1989年に子役としてドラマ「窓を開けますか?」でデビュー。その後もドラマや舞台・CMなどで活躍。
シンガーソングライターの活動を始めてからは、作詞・作曲家として、教育番組等に多数の楽曲を提供している。作詞作曲した「TODAY」が、2020年より小学校4年生の音楽の教科書（教育出版）に選定される。
父の坂田おさむとはコンサートやテレビ番組などで度々共演し、おさむのアルバムではデュエットも組んでいる。おさむが『おかあさんといっしょ』に提供した楽曲「うばぐるま」の歌詞に登場する「めぐみちゃん」は、彼女の名前からとられた。また、「はるのかぜ」は、彼女をイメージして作られた楽曲である。
2016年 - 「NHKおかあさんといっしょ　ガラピコぷ～とあそぼ‼︎」コンサートうたのおねえさん。「みんなのうたコンサート」出演・MC。「バージンロードの途中まで」のPVで花嫁役として出演の際、ウェディングドレス姿を披露。日本舞踊紫派藤間流師範の資格を持つ。
2023年に会社員と入籍し、2024年1月に結婚式を挙げた。

## 出演

### ドラマ
- 大河ドラマ 春日局（1989年、NHK総合） - おみつ役
- 結婚の理想と現実（1991年、フジテレビ） - 柴田麻衣子役
- 世にも奇妙な物語・春の特別編23分間の奇跡（1991年、フジテレビ） - かなこ役
- 職員室（1997年、TBS） - 岩本はづき役
- GTO（1998年、関西テレビ制作・フジテレビ） -  最前列の生徒役
- 裁判所へいこう!（NHK総合） - 陪審員役
- 少年サスペンス（テレビ朝日） - ヒロコ役
- Live Jack Special 世界にひとつだけの花（関西テレビ） - アユミ役

### 映画
- やえちゃんのフライパン日記 - 篠田八重子役
- 希望情景 - 七海役
- がたぴしLIFE- 桃香役
- Sky Lounge Afternoon

### テレビ番組
- マジカル頭脳パワー!!（日本テレビ）
- 全力坂（テレビ朝日）
- みんなの広場だ!わんパーク（NHK教育）
- 夢りんりん丸（NHK教育）
- 親と子のTVスクール（NHK教育）
- BSななみDEどーも（NHK BS2）
- みんなDEどーもくん!（NHK BSプレミアム）
- 母と子のテレビ絵本「ふたりで」小さなコイン～「五つの銅貨」（NHK教育）

### 舞台
- ジョーズカンパニー「ココスマイル4〜金星のステージ〜」（博品館劇場） - 百瀬美世役
- 北島三郎公演「伊那の勘太郎」（新宿コマ劇場）
- 郡司企画「GANG2006」（シアターアプル） - チェリー役
- 郡司企画「ぴよぴよじおじお」 - サリカ役
- 文化庁「水芸」
- 国立劇場「藤間掬穂舞踊会」手習子・屋敷娘
- 劇団野良犬弾第2回公演「ホームルームで、と彼は言った」（池袋シアターグリーン） - マリッペ役
- アクティングラボ・無現「シェイクスピア フェイク お気に召すまま」 - チェスター役
- ジョーズカンパニー「ココスマイル７～夏色のマイソング」（シアターサンモール） - 佐久間玲子役

### アニメ
- かにねずみ - ハナ役
- ネコ魔女のキポラ

### CM
- 日本食研 サウンドロゴ
- ナショナル「あかリモコン」「グルメランプ」
- ホクレン
- コムウェル 「人生で大切なもの篇」
- オートバックス「オートバックス2007ジャミラ篇」
- 任天堂 「DSもっと英語漬け」
- クライスラー 「Jeep」
- ミツカン 「おむすびやま赤飯」

## CDアルバム
- どんな色がすき
- 公園にいきましょう
- シアワセ
- 風のおはなし
- ありがとうの花（キングレコード）
- ゆっくり歩いて〜家族のウェディング〜（キングレコード）
- おさむ＆めぐみのおやこいっしょにキッズソング!〜2つのゆびわ 夢のハーモニー〜（キングレコード）

## 楽曲
- 2つのゆびわ（坂田めぐみ自身の作詞作曲、歌・NHK「みんなのうた」にて2016年2 - 3月に放送）
- もうちょっと!（作詞・作曲を担当・NHK「おとうさんといっしょ」2016年3月　- 放送）
- ☆ピンクドラゴンのでんせつ（作詞・作曲を担当・NHK「おとうさんといっしょ」2017年7月 - 放送）
- ワン・ツー・スリー!（作詞を担当（作曲は坂田おさむ（坂田修一名義））・NHK「おかあさんといっしょ」2019年7月の歌として放送）
- エイエイオー!（作詞を担当（作曲は坂田おさむ（坂田修一名義））・NHK「おかあさんといっしょ」スペシャルステージ 2017年 - ）
- てをふろう（作詞・作曲を担当・NHK「おとうさんといっしょ」2018年 - 放送）
- ☆ルリア（作詞・作曲を担当・NHK「おとうさんといっしょ」2019年 - 放送）
- リアルダイヤモンド（作詞を担当（作編曲はヤナガワタカオ）、歌：Gemstone7、テレビアニメ『異世界はスマートフォンとともに。2』オープニングテーマ[3]）